# La destrucción de la destrucción
La destrucción de la destrucción (nombre original en árabe: تهافت التهافت‎ : Tahafut al-Tahafut, traducido al latín como: Destructio destructionis y a veces nombrado como La refutación de la refutación o La incoherencia de la incoherencia) es la obra más conocida del filósofo andalusí Averroes.
El libro se centra en la relación entre filosofía y fe, en oposición a La incoherencia de los filósofos de su contemporáneo Al-Ghazali. Averroes consideraba que ambas vías no son opuestas ni separadas sino que existe una única verdad, accesible desde ambos caminos que, aunque autónomos, llegan a ella. Defensor de la doctrina aristotélica, reclama que es compatible con el Islam.

## Contexto
En La destrucción de los filósofos (en árabe: تهافت الفلاسفة‎ Tahāfut ʾal-Falāsifaʰ), el imán sufí Al-Ghazali (Algazel) de la escuela ashariyyah denunciaba la filosofía de la escuela avicenísta con críticas a Avicena y Al-Farabi. El texto fue muy popular y marcó un hito en cuanto a influencia para la escuela ashariyyah dentro de la filosofía y teología islámica. Se hallaba precedido por un resumen del neoplatonismo musulmán titulado Maqasid al-Falasifah (Metas de los filósofos).
Al-Ghazali afirmaba que uno debe estar bien versado en las ideas de los filósofos para refutarlas. Decía no tener problemas con otras ramas de la filosofía como la astronomía, las matemáticas, la física o la lógica, sino solo con la metafísica. En su opinión, los filósofos no usaban en ella las mismas herramientas y metodologías, como la lógica, que si se usaban en el resto.

## Recepción

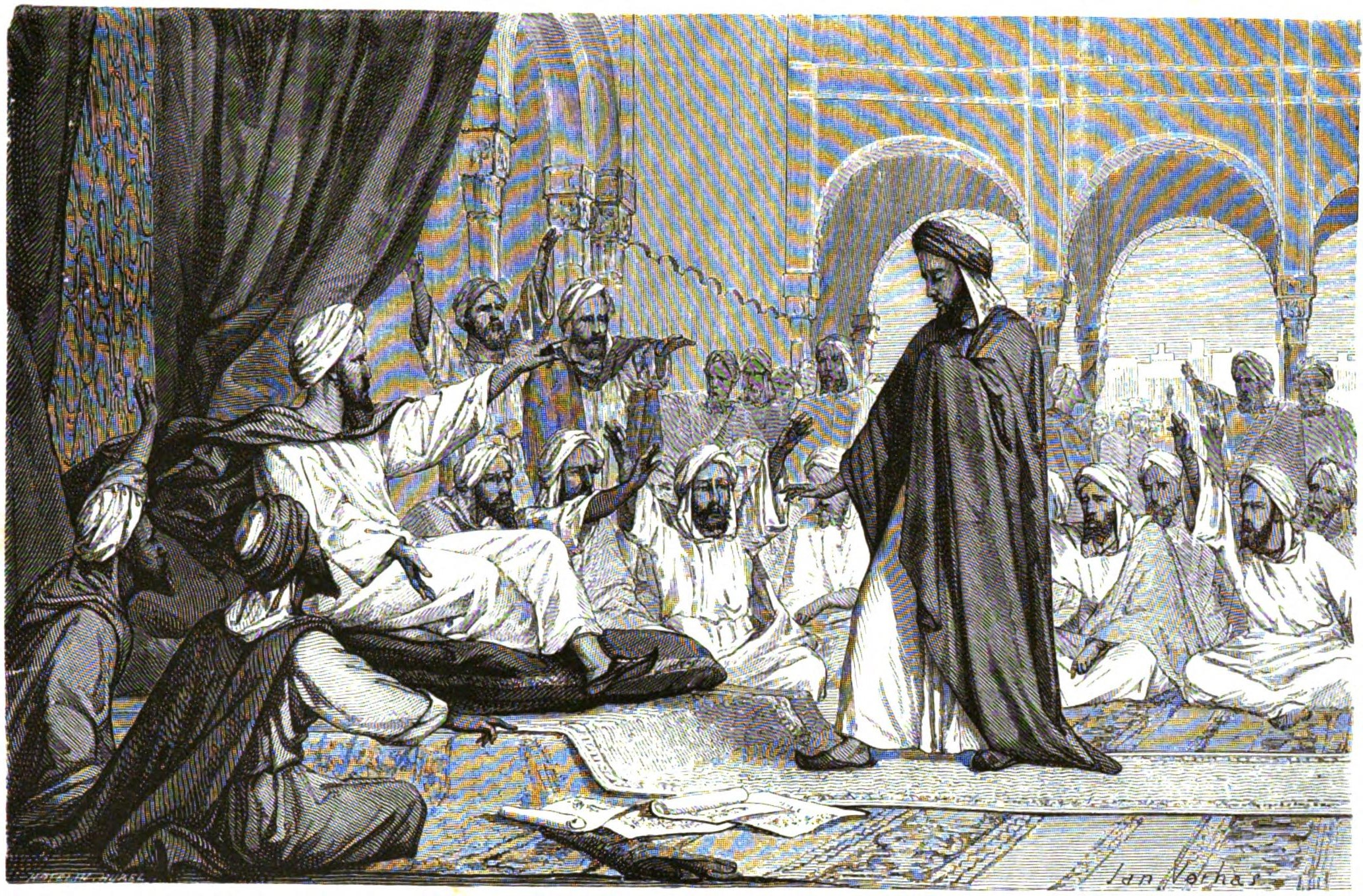
Averroes fue condenado al exilio y a la quema de sus obras por las mismas.

La destrucción de la destrucción no fue muy bien recibida por los académicos islámicos posteriores. En el siglo XV se produjo una fuerte negación de los argumentos de Averroes por parte del erudito turco Mustafā Ibn Yūsuf al-Bursawī, también conocido como Khwājah Zādā, que defendía los puntos de vista de Al-Ghazali. Así, reafirmaba la debilidad del entendimiento humano y la fuerza de la fe. En Europa, en cambio, los escritos de Averroes fueron aceptados por académicos cristianos dando origen a la escuela averroísta.

## Nota
En su libro, El Aleph, Jorge Luis Borges hace referencia al autor y su obra en el cuento: La busca de Averroes. 